# Bengal Sati Regulation
Bengal Sati Regulation bio je zakon u Britanskoj Indiji. Prema zakonu, običaj poznat kao sati (suttee) postao je ilegalan na području Britanske Indije.
Neki hinduisti prakticirali su spaljivanje udovica na pogrebnim lomačama preminulih muževa. Udovica bi bila poznata kao sati, premda se i običaj počeo tako nazivati.

Osobe najodgovornije za donošenje zakona bile su kršćanin William Carey i hinduist Raja Ram Mohan Roy. Bilo je i onih koji su se protivili donošenju zakona, premda je zakon ipak stupio na snagu.